# Grand Prix Hassan II 2007
Grand Prix Hassan II 2007 — тенісний турнір, що проходив на ґрунтових кортах у місті Касабланка, Марокко з 23 квітня . Належав до категорії International Series.

## Фінальна частина

### Одиночний розряд
Поль-Анрі Матьє —  Альберт Монтаньєс 6–1, 6–1

### Парний розряд
Джордан Керр /  Давід Шкох —  Лукаш Кубот /  Олівер Марах 7–6(7–4), 1–6, [10–4]